# Villedieu (Cantal)
Villedieu é uma comuna francesa na região administrativa de Auvérnia-Ródano-Alpes, no departamento de Cantal. Estende-se por uma área de 19,27 km². Em 2010 a comuna tinha 574 habitantes (densidade: 29,8 hab./km²).